# Kalevi Hemilä
Matti Kalevi Hemilä  (né le 21 septembre 1952 à Kärsämäki) est un homme politique finlandais. 

## Biographie
Kalevi Hemilä entre à l'université en 1971 est soutient sa thèse de doctorat en agriculture et foresterie en 1984. 
Kalevi Hemilä est ministre de l'Agriculture et des Forêts des gouvernements Lipponen I (13.4.1995 - 15.4.1999) et Lipponen II (15.4.1999 - 1.2.2002).
En 2002 Kalevi Hemilä devient le directeur général de la Confédération des industries alimentaires finlandaises et en 2004 le directeur de la Confédération des industries finlandaises.